# Uganda en los Juegos Olímpicos de Múnich 1972
Uganda estuvo representada en los Juegos Olímpicos de Múnich 1972 por un total de 33 deportistas que compitieron en 3 deportes.
El portador de la bandera en la ceremonia de apertura fue el atleta John Akii-Bua.

## Medallistas
El equipo olímpico ugandés obtuvo las siguientes medallas:
| Nombre        | Deporte   | Competición        |
| ------------- | --------- | ------------------ |
| Oro           |           |                    |
| John Akii-Bua | Atletismo | 400 m con vallas M |
| Plata         |           |                    |
| Leo Rwabwogo  | Boxeo     | Pluma (51 kg) M    |
| Bronce        |           |                    |
| —             |           |                    |